# Gert-Jan van Doorn
Gert-Jan van Doorn (3 februari 1999) is een Nederlands roeier, die in 2023 in de acht zilver behaalde bij de Wereldkampioenschappen roeien, en in 2024 wederom zilver bij de Olympische Spelen van Parijs.

## Levensloop
In maart 2023 kwam Van Doorn samen met Guus Mollee, Olav Molenaar en Nelson Ritsema terecht in de vier zonder stuurman. Deze nog onervaren ploeg wist twee maanden later in Bled zilver te winnen op de Europese Kampioenschappen.
Op de Wereldkampioenschappen van 2023 in Belgrado nam Van Doorn deel in de acht, die net als de editie ervoor als tweede eindigde achter de Britse acht.
Bij de Olympische Spelen van 2024 in Parijs behaalde Van Doorn de zilveren medaille in de acht, achter de Britse acht.

## Resultaten

### Olympische Zomerspelen
| Jaar | Plaats | Resultaten |
| ---- | ------ | ---------- |
| 2024 | Parijs | in de acht |

### Wereldkampioenschappen
| Jaar | Plaats   | Resultaten |
| ---- | -------- | ---------- |
| 2023 | Belgrado | in de acht |

### Europese kampioenschappen
| Jaar | Plaats  | Resultaten        |
| ---- | ------- | ----------------- |
| 2023 | Bled    | in de vier zonder |
| 2025 | Plovdiv | in de dubbelvier  |